# Maurice Bloomfield
Maurice Bloomfield (1855-1928) era un filòleg estatunidenc d'origen de Silèsia (ara a Polònia), especialista de sànscrit.
L'any 1867 a l'edat de dotze anys va emigrar amb els seus pares i la seva germana Fannie (1863-1927), una pianista, cap als Estats Units, on llur nom d'origen Blumenfeld va ser americanitzat en Bloomfield. El 1877 va llicenciar-se en filologia clàssica a la Universitat Furman. Després es va especialitzar en sànscrit a les universitats de Yale i Johns Hopkins. Després d'un postdoctorat a Alemanya, va retornar en aquest darrere universitat com a catedràtic el 1881, on va ensenyar sànscrit i filologia comparada. És conegut pels seus estudis de la Veda i la seva traducció en anglès de l'Atharva-veda.
Obres destacades
- The Atharvaveda (en anglès).  Estrasburg: Karl J. Trübner, 1899, p. 136.
- The dog of Hades. The History of an Idea (en anglès).  Chicago: The Open Court Publishing Company, 1908.
- Per a una bibliografia més extensa vegeu «Maurice Bloomfield».   Intenet Archive. [Consulta: 12 gener 2017].